# Les Estunes
Les Estunes o les Tunes és un dels racons més emblemàtics del municipi de Porqueres: les baumes i les esquerdes de travertí; els roures i les alzines ufanoses; la llegenda de les Goges, el silenci que talla i l'ombra fresca, les heures enfiladisses i els cants discrets dels ocells conviden a una passejada tranquil·la i plena de la pau del lloc.
Les goges, segons les llegendes, el tenien com a lloc de la seva preferència i hi feien festes o bé hi filaven tota la nit. Tenien els seus palaus entre les esquerdes de les roques i ningú no les havia pogut veure mai. Diuen que en nits serenes algú encara sent els seus cants i, de lluny, es pot veure la resplendor de les seves festes.

## Geologia
Les formacions rocoses que fan especials les Estunes són materials lacustres d'origen càrstic, concretament travertins de la que possiblement és la formació lacustre d'origen càrstic més important de Catalunya. Les esquerdes, per on es pot passar són produïdes per la fracturació (segons alguns autors a conseqüència de terratrèmols) i la dissolució del travertí.
El travertí es formà gràcies al fet que en el passat l'aigua de l'estany de Banyoles arribava fins a l'indret. En els blocs de travertí s'hi pot observar abundant fauna fòssil.

## Flora
Damunt del travertí hi ha abundant vegetació, principalment d'alzines i roures; en alguns casos amb mides destacables. Un dels casos remarcables és el del roure Gros, prop del Mas Corralot; un exemple de roure martinenc (Quercus humilis).

## Com arribar-hi
Un cop a Banyoles cal adreçar-se a l'Estany i agafar la carretera que va a Olot per Mieres i Santa Pau. Després de passar el trencant de la carretera a Pujarnol, cal seguir uns 250 metres (en direcció a Mieres) a mà esquerra s'hi troba un aparcament amb el rètol que indica Les Estunes.